# كارول (نيويورك)
كارول (بالإنجليزية: Carroll, New York)‏ هي بلدة أمريكية تقع في الولايات المتحدة في مقاطعة تشاتاقوا، نيويورك. يقدر عدد سكانها بـ 3,524 نسمة ومساحتها 86.4 كم2 وترتفع عن سطح البحر 443 متر.

## أعلام
- روبن فنتون